# 旧イギリス領事館 (トリポリ)
旧イギリス領事館（Old British Consulate）はリビアのトリポリにあるかつてのイギリス領事館。
1744年にオスマン帝国カラマンリー朝の開祖であるアハメド・パシャの家として建てられた家が元となり、18世紀後半から1940年までイギリス領事館としての役割を果たした。
現在は公営図書館として利用することができる。